# Élections législatives de 1946 dans les Basses-Alpes
Les élections législatives françaises de 1946 se tiennent le 10 novembre. Ce sont les premières élections législatives de la Quatrième république, après l'adoption lors du référendum du 13 octobre d'une nouvelle constitution .

## Mode de scrutin
Pour cette première élection de la Quatrième République, les législateurs ont repris le système utilisé pour les deux constituantes, la représentation proportionnelle suivant la méthode de la plus forte moyenne dans le département, sans panachage. 
Le vote préférentiel est admis, en inscrivant un numéro d'ordre en face du nom d'un, de plusieurs ou de tous les candidats de la liste. Mais l'ordre ne pourra être modifier que si au moins la moitié des suffrages portés sur la liste est numéroté. Dans les faits les modifications ne dépasseront jamais les 7%.
Dans le département des Basses-Alpes, deux députés sont à élire.

## Élus
| Député sortant  | Parti | Parti | Député élu ou réélu | Parti | Parti |
| --------------- | ----- | ----- | ------------------- | ----- | ----- |
| Pierre Girardot |       | PCF   | Pierre Girardot     |       | PCF   |
| Camille Reymond |       | SFIO  | Philippe Farine     |       | MRP   |

## Résultats

### Résultats à l'échelle du département
| Parti    | Parti         | Tête de liste   | Résultats | Résultats | Sièges |  |
| Parti    | Parti         | Tête de liste   | Voix      | %         |        |  |
| -------- | ------------- | --------------- | --------- | --------- | ------ |  |
|          | PCF           | Pierre Girardot | 13 945    | 34,28     | 1      |  |
|          | MRP           | Philippe Farine | 13 277    | 32,64     | 1 1    |  |
|          | SFIO          | Camille Reymond | 12 928    | 31,78     | - 1    |  |
|          | Pacifiste soc | Lucienne André  | 527       | 1,30      | -      |  |
|          |               |                 |           |           |        |  |
| Inscrits | Inscrits      | Inscrits        | 56 413    | 100,00    | 2      |  |
| Votants  | Votants       | Votants         | 41 942    | 74,35     |        |  |
| Exprimés | Exprimés      | Exprimés        | 40 677    | 96,98     |        |  |

## Élus
| Députés | Députés           | Parti | Fonctions en 1946                                       |
| ------- | ----------------- | ----- | ------------------------------------------------------- |
|         | Pierre Girardot * | PCF   | Conseiller municipal de Sainte-Tulle. Ouvrier agricole. |
|         | Philippe Farine   | MRP   | Avocat à Marseille.                                     |